# Comrat
Comrat és una localitat de la República de Moldàvia, capital de la regió autònoma de Gagaúsia. Està situada a una alçada mitjana de 52 metres sobre el nivell del mar.

## Demografia
Segons el cens de 2004, la ciutat tenia 23.429 habitants. Fent cas de les darreres estimacions, de 2010, aquesta xifra s'hauria reduït a 20.251 residents.

## Ciutats agermanades
Comrat està agermanada amb la localitat de:
- Isparta, Turquia